# Café Graffiti

Logo

Le Café Graffiti est un lieu de diffusion montréalais de la culture urbaine et un regroupement de gestion d'artistes. Il est situé au 3894, rue Sainte-Catherine Est, bureau 12, Montréal (Québec) H1W 2G4 (514) 256-9000. 
Il a été créé en 1997 par l'organisme Le Journal de la Rue. 
Le Café Graffiti a représenté le Québec lors d'une compétition international de graffiti au Brésil.
Annuellement, le Café Graffiti reçoit plus de 3 000 jeunes touristes internationaux pour leur offrir des ateliers d'initiation à la calligraphie graffiti.
Café Graffiti a reçu plusieurs prix: 
Le Community Involvement Award du Montreal Community Care
Le prix Droits et Libertés de la Commission des droits de la personne et des droits de la jeunesse
Le Prix ISO-familles décerné par le Conseil du Statut de la Femme pour son travail auprès de ses employés dans la conciliation travail-famille.
Mention d’excellence du Ministère des Relations avec les Citoyens, à 3 reprises pour le prix Claire-Bonenfant pour la qualité de ses valeurs démocratiques et son action auprès des jeunes. 
Mention d’honneur du solliciteur général du Canada pour la Stratégie nationale sur la sécurité communautaire et la prévention du crime.
Médaille du mérite ville de Tonnerre en France